# Plan General de Ordenación Urbana

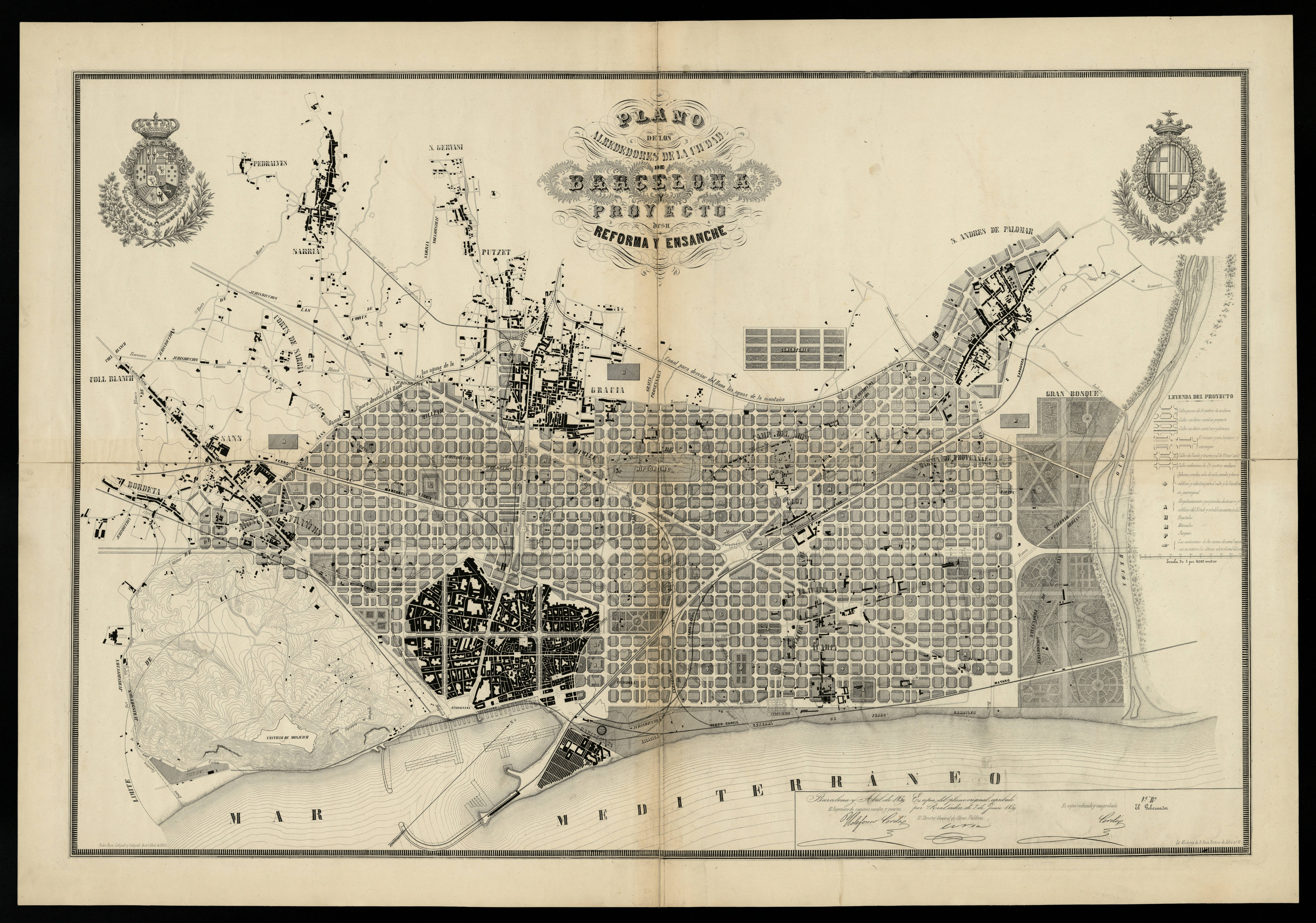
Proyecto original del Plan Cerdá

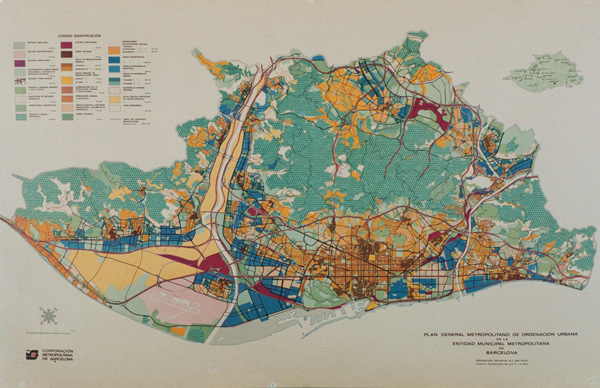
Plan General de Ordenación Urbana de Barcelona

El Plan General de Ordenación Urbana (PGOU) es un instrumento de planeamiento general definido en la normativa urbanística de España como un instrumento básico de ordenación integral del territorio de uno o varios municipios, a través del cual se clasifica el suelo, se determina el régimen aplicable a cada clase de suelo, y se definen los elementos fundamentales del sistema de equipamientos del municipio en cuestión.

## Competencias urbanísticas
El Plan General de Ordenación Urbana  es un documento municipal que recoge la normativa urbanística española, la regulación en edificios y las futuras actuaciones entre otras. Actualmente, y tras la Sentencia del Tribunal Constitucional 61/1997, de 20 de marzo, las competencias urbanísticas están atribuidas en exclusiva a las comunidades autónomas, por lo que habrá que atenerse a lo que disponga su normativa específica, en cuanto al alcance y contenido de este instrumento de planeamiento general.

## Antecedentes
Como punto de partida tenemos el Plan General de Ordenación de Madrid (1946) en cuyo texto legal de aprobación parece por primera vez una configuración de la forma en que, diez años más tarde, van a quedar definidas en la Ley del Suelo de 1956 las características tanto de los Planes Generales como de los Planes Parciales. Esta norma, ya derogada, establecía la siguiente Clasificación urbanística del suelo:
1. Suelo urbano: aquel que está situado en zonas consolidadas por la edificación, o bien cuenta con una serie de servicios urbanísticos y su previsión futura (acceso rodado, canalizaciones, abastecimiento de agua, alcantarillado suministro de electricidad, entre otros).
2. Suelo de reserva urbana: susceptible de urbanización mediante los correspondientes planes parciales.
3. Suelo rústico: el resto del territorio municipal.

## Ley de Suelo
Con la nueva Ley de Suelo estatal (Real decreto legislativo 7/2015), vuelve a tener consideración residual el suelo no urbanizable (o rústico), previendo las normativas autonómicas con carácter general la siguiente clasificación: suelo urbano (dividido en consolidado y no consolidado); suelo urbanizable (a su vez clasificado generalmente en delimitado y no delimitado, o sectorizado y no sectorizado); y suelo no urbanizable, en sus distintas categorías de protección (genérico, de infraestructuras,  de costas, de especial protección, etc). Hay que tener en cuenta que por sentencia del Tribunal Supremo de 1992, el urbanismo y la ordenación del territorio es facultad conferida a las comunidades autónomas, que son quienes legislan las clasificaciones del suelo.
Dicha división solo se refiere a efectos de valoraciones de suelo, ya que la ley estatal protege la igualdad de todo ciudadano ante la ley.

## Legislaciones autonómicas
A partir de Sentencia del Tribunal Supremo del año 1997, se reconoció que cada Comunidad Autónoma era potestativa en materia de legislación urbanística, por lo que se desarrollaron distintas legislaciones, dando lugar a diversos cambios en los planes generales. Así:
- En Andalucía, Castilla y León y la Comunidad Valenciana se denomina Plan General de Ordenación Urbanística (PGOU).
- En Castilla-La Mancha es conocido como Plan de Ordenación Municipal (POM).
- En Cataluña es el Plan de Ordenación Urbana (POUM).
- En el País Vasco y Cantabria es conocido como Plan General de Ordenación Urbana (PGOU).
- En Extremadura se denomina Plan General Municipal (PGM).
- En Galicia, es conocido como Plan General de Ordenación Municipal (PGOM).
- En el Principado de Asturias recibe el nombre de Plan General de Ordenación (PGO).
- En la Región de Murcia se le denomina como Plan General Municipal de Ordenación (PGMO).